# Стрижі (смт)
Стрижі́ (рос. Стрижи) — селище міського типу у складі Орічівського району Кіровської області, Росія. Адміністративний центр та єдиний населений пункт Стрижівського міського поселення.

## Населення
Населення поселення становить 3371 особа (2017; 3388 у 2016, 3390 у 2015, 3528 у 2014, 3627 у 2013, 3718 у 2012, 3730 у 2010, 4003у 2002, 4715 у 1989, 3952 у 1979, 2969 у 1970, 7124 у 1959).

## Історія
Селище було утворене на початку 20 століття на місці 73-го залізничного роз'їзду. 1936 року було прийнято рішення про будівництво у селищі заводу з виробництва силікатної цегли на місцевій сировині. Зводилось підприємство у 1940-ві роки. 1943 року селище отримало міський статус, а 1946 року запрацював цегляний завод. 1984 року на підприємстві був відкритий музей заводу.